# Kologriv
Kologriv (del ruso: Кологрив) es una ciudad del óblast de Kostromá, en Rusia, centro administrativo del raión homónimo. Se encuentra en la orilla izquierda del río Unzha, afluente del Volga, a 232 km al nordeste de Kostromá. Su población se elevaba a 3.403 habitantes en 2009.

## Historia
La región fue habitada por tribus finoúgrias, como muestran los numerosos topónimos como Unzha, Pezhenga, Uzhuga, Marjanga, etc. Las tribus eslavas llegaron entre los siglos XI y XII, mezclándose las poblaciones. Kologriv es mencionada por primera vez en una crónica de principios del siglo XVI, como un lugar que se fortifica para defenderse de los tártaros, tras lo que el pueblo desaparece. En 1727, Iván Rogozin funda un nuevo pueblo llamado Kitchino, que tomaría el nombre de Kologriv en 1778, año en que recibe el estatus de ciudad. Poco a poco, el pueblo se convierte en un significativo centro comercial para los alrededores.

## Geografía

### Clima
| Parámetros climáticos promedio de Kologriv     | Parámetros climáticos promedio de Kologriv | Parámetros climáticos promedio de Kologriv | Parámetros climáticos promedio de Kologriv | Parámetros climáticos promedio de Kologriv | Parámetros climáticos promedio de Kologriv | Parámetros climáticos promedio de Kologriv | Parámetros climáticos promedio de Kologriv | Parámetros climáticos promedio de Kologriv | Parámetros climáticos promedio de Kologriv | Parámetros climáticos promedio de Kologriv | Parámetros climáticos promedio de Kologriv | Parámetros climáticos promedio de Kologriv | Parámetros climáticos promedio de Kologriv |
| Mes                                            | Ene.                                       | Feb.                                       | Mar.                                       | Abr.                                       | May.                                       | Jun.                                       | Jul.                                       | Ago.                                       | Sep.                                       | Oct.                                       | Nov.                                       | Dic.                                       | Anual                                      |
| ---------------------------------------------- | ------------------------------------------ | ------------------------------------------ | ------------------------------------------ | ------------------------------------------ | ------------------------------------------ | ------------------------------------------ | ------------------------------------------ | ------------------------------------------ | ------------------------------------------ | ------------------------------------------ | ------------------------------------------ | ------------------------------------------ | ------------------------------------------ |
| Temp. máx. abs. (°C)                           | 3.3                                        | 6.8                                        | 16.6                                       | 27.5                                       | 31.6                                       | 35.0                                       | 35.6                                       | 36.3                                       | 29.6                                       | 23.1                                       | 11.7                                       | 7.5                                        | 36.3                                       |
| Temp. máx. media (°C)                          | -8.2                                       | -6.0                                       | 0.8                                        | 9.3                                        | 17.3                                       | 21.6                                       | 24.1                                       | 20.6                                       | 14.1                                       | 6.2                                        | -1.9                                       | -6.1                                       | 7.7                                        |
| Temp. media (°C)                               | -11.7                                      | -10.1                                      | -4.0                                       | 3.9                                        | 10.8                                       | 15.5                                       | 17.9                                       | 15.1                                       | 9.7                                        | 3.2                                        | -4.3                                       | -9.0                                       | 3.1                                        |
| Temp. mín. media (°C)                          | -15.2                                      | -14.2                                      | -8.9                                       | -1.5                                       | 4.2                                        | 9.3                                        | 11.8                                       | 9.5                                        | 5.2                                        | 0.2                                        | -6.7                                       | -12.0                                      | -1.5                                       |
| Temp. mín. abs. (°C)                           | -46.3                                      | -38.5                                      | -36.4                                      | -23.0                                      | -7.6                                       | -1.7                                       | 1.3                                        | -3.5                                       | -10.1                                      | -20.6                                      | -36.0                                      | -39.4                                      | -46.3                                      |
| Precipitación total (mm)                       | 39.8                                       | 29.6                                       | 29.5                                       | 31.9                                       | 44.5                                       | 76.7                                       | 69.4                                       | 68.5                                       | 52.9                                       | 55.6                                       | 43.3                                       | 45.7                                       | 587.4                                      |
| Fuente: meteolabs.ru: Кологрив погода и климат |                                            |                                            |                                            |                                            |                                            |                                            |                                            |                                            |                                            |                                            |                                            |                                            |                                            |

## Demografía
| 1897 | 1939 | 1959 | 1970 | 1979 | 1989 | 2002 | 2008 |
| ---- | ---- | ---- | ---- | ---- | ---- | ---- | ---- |
| 2600 | 3100 | 4000 | 4300 | 4300 | 4306 | 3700 | 3400 |